# 야사카촌 (교토부)
야사카촌(일본어: 弥栄村)은 일본 교토부 다케노군에 설치되었던 촌이다. 현재의 교탄고시에 해당한다.

## 역사
- 1889년 4월 1일 - 정촌제 시행에 의해 근세이후의 다케노군 요시노촌, 미조타니촌, 돗토리촌, 후카다촌의 단독으로 지자체를 형성하였다.
- 1933년 2월 1일 - 요시노촌, 미조타니촌, 돗토리촌, 후카다촌이 합병해 야사카촌이 성립하였다.
- 1955년 3월 1일 -  노마촌과 합병해 야사카정이 성립, 동일 야사카촌은 폐지되었다.

## 참고문헌
- 「角川日本地名大辞典」編纂委員会『角川日本地名大辞典 26 京都府』角川書店、1982年